# Michael Leonard
Michael Leonard (Oakville, 26 de março de 2004) é um ciclista canadiano que compete com a equipa Ineos Grenadiers.

## Biografia
Após iniciar no desporto com o triatlo e o ciclismo em pista no novo velódromo de Milton, iniciou-se no ciclismo de estrada à idade de 12 anos.
a 22 de setembro de 2022 anunciou-se que unir-se-ia à formação Ineos Grenadiers de categoria UCI WorldTeam com um contrato de três anos a partir de 2023. Ao dia seguinte participou no mundial júnior, mas só ocupa o posto 51.

## Palmarés
- Ainda não tem conseguido vitórias como profissional.

## Equipas
- Ineos Grenadiers (2023-)